# Koltsevaja-lijn (SPB)
De Koltsevaja-lijn (Ringlijn, Russisch: Кольцевая линия) is de geplande metroverbinding rond de binnenstad van het Russische Sint-Petersburg. De eerste plannen voor de lijn dateren uit 1959 maar het enige in de twintigste eeuw gebouwde station is Sportivnaja. Net als in Moskou werden in Leningrad eerst drie radiale lijnen door het centrum aangelegd. De andere lijnen stonden in 1985 in de plannen, ten tijde van de Sovjet-Unie werd  echter alleen nog lijn 4 ten oosten van het centrum voltooid.  Sportivnaja was volgens de plannen uit die tijd niet voorzien als overstapstation. Later werden de plannen voor de ringlijn diverse malen gewijzigd en op 18 augustus 2017 tekende de gouverneur van Sint-Petersburg het besluit tot de aanleg van het nu te bouwen traject. Het is de bedoeling dat de bouw in 2023 begint en vijf jaar later de eerste stations geopend kunnen worden.
| Station                    | Overstappunt                 | Foto | Opening   | Opmerkingen                                                                                                 |
| -------------------------- | ---------------------------- | ---- | --------- | --- |
| Bolsjoj Prospekt           | Gornyj Institoet             |      | 2028—2030 | |
| Sredni Prospekt            | Vasileostrovskaja            |      | 2028—2030 | In 1989 stond er een eigen toegangsgebouw op de hoek van de Zesde Linie en de Serdni Prospekt in de plannen |
| Sportivnaja                | Sportivnaja                  |      | 1997      | Overstap op hetzelfde perron                                                                                |
| Botanitsjeskaja            | Petrogradskaja               |      | 2028—2030 | Het stationsgebouw is vooralsnog gepland op de hoek van de Leo Tolstojstraat en de Petropavlovskstraat      |
| Kantemirovskaja            |                              |      | 2028—2030 | Locatie: Kantemirovskajabrug aan de kant van de Vyborgskajakade                                             |
| Lesnaja-2                  | Lesnaja                      |      | 2028—2030 | |
| Arsenalnaja                |                              |      | 2030—2048 | Locatie: kruispunt van Poljoestrovski Prospekt / Litovskaja Oelitsa                                         |
| Plosjtsjad Kalinina        |                              |      | 2030—2048 | |
| Poljoestrovski Prospekt    | Poljoestrovski Prospekt      |      | 2030—2048 | Locatie: Kruispunt Poljoestrovski Prospekt / Piskarjevski Prospekt                                          |
| Bolsjeochtinskaja          | Bolsjeochtinskaja            |      | 2030—2048 | Locatie: Krasnogvardejskaja Plosjtsjad                                                                      |
| Ladozjskaja-2              | Ladozjskaja Ladozjski vokzal |      | 2030—2048 | Het toegangsgebouw komt mogelijk op het terrein van de Dolgoroekov Datsja                                   |
| Daljnevostotsjnyj Prospekt |                              |      | 2028—2048 | Locatie: kruispunt Daljnevostotsjnyj Prospekt/Oelitsa Kollontaj                                             |
| Jelizarovskaja             | Jelizarovskaja               |      | 2030—2048 | |
| Faforovskaja               | Faforovskaja                 |      | 2030—2048 | |
| Mezjdoenarodnaja-2         | Mezjdoenarodnaja             |      | 2030—2048 | |
| Vitevskaja                 | —                            |      | 2030—2048 | Locatie: kruispunt Vitevski Prospekt / Bassejnaja Oelitsa                                                   |
| Park Pobedy                | Park Pobedy                  |      | 2030—2048 | |
| Bronevaja-2                | Bronevaja Bronevaja          |      | 2030—2048 | |
| Narvskaja-2                | Narvskaja                    |      | 2030—2048 | |
| Dvinskaja                  | Dvinskaja                    |      | 2030—2048 | |